# Green Beret (videojuego)
Green Beret (conocido en los Estados Unidos como Rush'n Attack, que suena como Russian Attack) es un videojuego desarrollado en 1985 por Konami para Commodore 64, Atari 8 bit, Amstrad CPC, DOS, MSX, ZX Spectrum y NES. En las máquinas recreativas, Konami lanzó en 1989 una segunda parte llamada M.I.A.: Missing in Action.

## Argumento
En plena guerra fría un boina verde recibe la orden de infiltrarse en la principal base de misiles enemiga para liberar a los prisioneros allí retenidos (en NES la misión era destruir un arma secreta). Aunque ira recogiendo diversas armas por el camino, solo dispone de un cuchillo de asalto.